# Paul Savoie (acteur)
Pour les articles homonymes, voir Paul Savoie et Savoie (homonymie).
Paul Savoie est un acteur québécois né le 21 mai 1946 à Montréal.

## Biographie
Paul Savoie est né à Montréal en 1946. Il a étudié au collège Bourget au début des années 1960, il s'inscrit plus tard à l'École nationale de théâtre du Canada.

## Filmographie

### Cinéma
- 1979 : Mourir à tue-tête : Philippe
- 1989 : Laura Laur : Père de Laura
- 1992 : Amoureuse : Prêtre
- 2005 : Familia : Lucien
- 2006 : Histoire de famille : Pierre Dézod
- 2008 : Le Banquet : Tanner
- 2011 : La Fille de Montréal
- 2012 : La Fille au manteau blanc
- 2014 : Les Maîtres du suspense de Stéphane Lapointe : Charles, éditeur
- 2015 : Le Journal d'un vieil homme : Nicolas
- 2019 : La Femme de mon frère :  Paul Sauveur
- 2023 : Une femme respectable de Bernard Émond : le curé Latreille

### Télévision
- 1969 - 1974 : Quelle famille! : Professeur de mathématiques
- 1976 - 1979 : Le Gutenberg : Hyperépreuve
- 1977 - 1978 : Les As : Martin Rousseau
- 1979 - 1980 : Caroline : François Duplain
- 1982 : Les Fils de la liberté : Julien
- 1984 : La Pépinière : Jean-Guy
- 1985 - 1987 : L'agent fait le bonheur : Walter Shmidt
- 1985 : Un amour de quartier : Frédéric
- 1987 : Le Matou : Antiquaire Beaumont
- 1987 - 1989 : Robert et compagnie : Virgil Lefbvre
- 1989 - 1992 : Tandem : Hervé Filion
- 1991 - 1994 : Marilyn : Jérôme Marien
- 1992 - 1995 : Scoop : Claude Dubé
- 1997 - 2000 : Diva : Paul Bennet
- 2000 - 2004 : Fortier : Roger Lefebvre
- 2001 - 2002 : La Vie, la vie : Père de Claire
- 2002 - 2003 : Les Super Mamies : Arthur Mondoux
- 2002 : Bunker, le cirque : Bernard Laurendeau
- 2004 - 2005 : Le Bleu du ciel : Chubby Wilmot
- 2007 - 2014 : Toc toc toc : Rabou
- 2007 - 2008 : Les Sœurs Elliot : Hervé Grip
- 2012 - 2019 : O' : Théophile Doucet
- 2012 - 2015 : Un sur 2 : Raymond Belmont
- 2016 - 2021 : Les Pays d'en haut : Juge Lacasse

## Distinctions
- 2016 : nommé pour le trophée du meilleur acteur au Gala Québec Cinéma pour Le Journal d'un vieil homme
- 2016 : prix du meilleur acteur au Whistler Film Festival pour Le Journal d'un vieil homme[2].